# 4 aC

## Esdeveniments

### Galilea
- Herodes Antipas es converteix en rei de Galilea.

### Judea
- Arquelau de Judea es converteix en etnarca de Judea.

## Naixements
- Sèneca el Jove, escriptor, filòsof i polític romà (4 aC-65)
- Jesús de Natzaret

## Necrològiques
- Herodes I el Gran, rei de Judea, Galilea, Samaria, i Idumea.
- Marcus Tullius Tiro, secretari de Ciceró i probable creador del notae Tironianae, un sistema de taquigrafia.